# Breathe In (single van Lucie Silvas)
Breathe In is een nummer van de Britse zangeres Lucie Silvas uit 2005. Het is de tweede single van haar gelijknamige debuutalbum.
"Breathe In" werd vooral een hit in Silvas' thuisland het Verenigd Koninkrijk, waar het de 6e positie bereikte. In Nederland haalde het de 6e positie in de Tipparade, maar desondanks werd het wel een radiohit.

## Tracklijst
- Cd-single

1. "Breathe In" - 3:50
2. "This Isn't Like Me" - 4:00
3. "Magpies" - 3:43